# Flemming (Name)
Flemming ist ein männlicher Vorname und Familienname.

## Herkunft und Bedeutung
Flemming bedeutet „aus Flandern stammend“. Der Name ist vor allem in Dänemark verbreitet.

## Namensträger

### Vorname
- Flemming Andersen (* 1968), dänischer Comiczeichner
- Flemming Davanger (* 1963), norwegischer Curler
- Flemming Delfs (* 1951), dänischer Badmintonspieler
- Flemming Enevold (* 1952), dänischer Schauspieler, Theaterregisseur und Theaterleiter
- Flemming Flindt (1936–2009), dänischer Balletttänzer und Choreograph
- Flemming Hansen (Politiker) (1939–2021), dänischer Politiker
- Flemming Hansen (Handballspieler, 1948) (1948–2013), dänischer Handballspieler
- Flemming Hansen (Handballspieler, 1961) (* 1961), dänischer Handballspieler
- Flemming Gleerup Hansen (* 1944), dänischer Radrennfahrer
- Flemming Jørgensen (1947–2011), dänischer Sänger und Schauspieler
- Flemming Kühl (* 1998), deutscher Unihockey-Nationalspieler
- Flemming Meyer (* 1951), deutsch-dänischer Politiker (SSW)
- Flemming Povlsen (* 1966), dänischer Fußballspieler
- Flemming Rasmussen (* 1958), dänischer Produzent, Inhaber und Gründer der Sweet Silence Studios
- Flemming Stein (* 1996), deutscher Schauspieler und Synchronsprecher
- Flemming Viguurs, niederländischer Sänger
- Flemming Weis (1898–1981), dänischer Komponist

### Familienname
- Adam Friedrich von Flemming (1687–1744), deutscher Kammerherr
- Albert von Flemming (1813–1884), deutscher Diplomat
- Alexander Flemming (* 1987), deutscher Tischtennisspieler
- Antje Flemming (* 1974), deutsche Literaturwissenschaftlerin, Autorin und Herausgeberin
- Arthur Flemming (1905–1996), US-amerikanischer Politiker
- Barbara Flemming (1930–2020), deutsche Islamwissenschaftlerin und Autorin
- Bert Flemming (* 1944), deutscher Mediziner und Politiker (SPD)
- Bogislaw Bodo von Flemming (1671–1732), deutscher Generalleutnant
- Brian Flemming (* 1966), US-amerikanischer Dokumentarfilmer
- Carl Flemming (Verleger) (1806–1878), deutscher Verleger
- Carl Flemming (Unternehmer) (auch Karl Flemming; 1862–1934), deutscher Montanindustrieller und Verbandsfunktionär
- Carl Berend Sigismund von Flemming (1779–1835), deutscher Verwaltungsjurist und Politiker, MdL Pommern
- Carl Friedrich Flemming (1799–1880), deutscher Arzt und Schriftsteller
- Catherine Flemming (* 1967), deutsche Schauspielerin
- Charlotte Flemming (1920–1993), deutsche Kostümbildnerin
- Dennis Flemming (* 1996), Fußballspieler von St. Kitts und Nevis
- Eckart Flemming (1929–2005), deutscher Ingenieur und Hochschullehrer
- Edmund von Flemming (1827–1897), deutscher Rittergutsbesitzer und Politiker, MdR
- Emanuel Friedrich Flemming (1814–1891), deutscher Blindenpädagoge in Hannover
- Emanuel Gottlieb Flemming (1772–1818), deutscher Blindenpädagoge in Sachsen
- Ernst Flemming (Bergbeamter) (1870–1955), deutscher Bergbeamter
- Ernst Flemming (Architekt) (1892–1967), deutscher Architekt
- Ernst Bogislaus von Flemming (1704–1764), deutscher Generalmajor
- Ernst Richard Flemming (1866–1931), deutscher Textilwissenschaftler, Designer und Hochschullehrer
- Eustachius von Flemming (* 1634; † vor Mai 1702), kursächsischer Generalmajor
- Felix Friedrich von Flemming (1661–1738), deutscher Richter und Erblandmarschall
- Friedrich von Flemming (1707–1777), deutscher Ritter des Johanniterordens
- Friedrich Ferdinand Flemming (1778–1813), deutscher Arzt und Komponist
- Fritz Flemming (1873–1947), deutscher Oboist
- Georg Detlev von Flemming (1699–1771), deutsch-polnischer General der Artillerie und Woiwode
- Günther Flemming (Forstwissenschaftler) (1933–2021), deutscher Forstwissenschaftler und Meteorologe
- Günther Flemming (Literaturwissenschaftler) (auch Guenter Flemming; * 1944), deutscher Literaturwissenschaftler, Übersetzer und Wirtschaftswissenschaftler
- Hagen Flemming (* 1965), deutscher Grafiker, Comiczeichner und Illustrator
- Hanns Theodor Flemming (1915–2005), deutscher Kunsthistoriker und Kunstkritiker
- Hans Flemming (Schriftsteller) (1877–1968), deutscher Schriftsteller
- Hans Flemming (Architekt) (1880–1935), deutscher Architekt und Filmarchitekt
- Hans Flemming (Luftschiffer) (Hans Curt Flemming; 1886–1935), deutscher Luftschiffer
- Hans-Curt Flemming (* 1947), deutscher Mikrobiologe und Hochschullehrer
- Hans Friedrich von Flemming (1670–1733), deutscher Förster und Komponist
- Hans Heinrich von Flemming (1630–1711), deutscher Jurist und Offizier
- Hasso von Flemming (1838–1896), deutscher Rittergutsbesitzer und Politiker
- Heino Heinrich von Flemming (1632–1706), deutscher Generalfeldmarschall
- Heinrich I. Flemming, deutscher Geistlicher, Bischof von Ermland
- Heinrich Ernst Ludwig Karl von Flemming (1778–1852), deutscher Gutsbesitzer, Landrat und Politiker, MdL Pommern
- Heinrich Ludwig von Flemming (1717–1783), deutscher Generalmajor der Infanterie
- Herb Flemming (1900–1976), US-amerikanischer Jazzmusiker
- Herbert Flemming (1903–1966), deutscher Ingenieur und Hochschullehrer
- Hugh John Flemming (1899–1982), kanadischer Unternehmer und Politiker
- Ingo Flemming (* 1968), deutscher Politiker
- Isabella Fortunata von Flemming (1743–1835), polnische Schriftstellerin und Kunstsammlerin
- Jacob Heinrich von Flemming (1667–1728), deutscher Generalfeldmarschall und Diplomat
- James Kidd Flemming (1868–1927), kanadischer Politiker
- Jane Flemming (* 1965), australische Leichtathletin
- Jens Flemming (* 1944), deutscher Historiker
- Joachim Friedrich von Flemming (1665–1740), deutscher General der Kavallerie
- Johann Christian Flemming (1705–1775), deutscher Orgelbauer
- Johann Christian Friedrich Flemming (1745–1811), deutscher Orgelbauer
- Johann Friedrich von Flemming (1670–1733), deutscher Forstbeamter und Schriftsteller
- Johann Friedrich August Detlev von Flemming (1785–1827), deutscher Diplomat
- Johann Georg von Flemming (1679–1747), deutscher Generalleutnant und Kammerherr
- Johann Heinrich Joseph Georg von Flemming (1752–1830), deutscher Adliger, Krongroßschwertträger in Polen
- Johann Samuel Gottlob Flemming (1740–1827), deutscher Pfarrer
- Julius Gustav von Flemming (1703–1759), deutscher Landrat
- Jürgen Flemming (1920–2013), deutscher Politiker (FDP/DVP, SPD)
- Karl von Flemming (Beamter) (Carl von Flemming, 1783–1866), deutscher Beamter
- Karl von Flemming (Politiker) (Carl von Flemming, 1872–1938), deutscher Gutsherr und Politiker, MdR
- Karl Georg Friedrich von Flemming (1705–1767), deutscher General der Infanterie und Politiker
- Manfred Flemming (1930–2015), deutscher Ingenieurwissenschaftler
- Marilies Flemming (1933–2023), österreichische Politikerin
- Markus Flemming (* 1968), deutscher Eishockeytorhüter
- Max Leon Flemming (1881–1956), deutscher Kaufmann, Konsul, Kunstsammler und -mäzen
- Michael Flemming (* 1965), deutscher Eishockeyspieler
- Ordell Flemming (* 1993), Fußballspieler von St. Kitts und Nevis
- Pete Flemming (* 2005), deutscher Radsportler
- Petra Flemming (Malerin) (1944–1988), deutsche Malerin und Grafikerin
- Petra Flemming (Politikerin), deutsche Politikerin (SED), MdV
- Richard von Flemming (1879–1960), deutscher Großgrundbesitzer und Landwirtschaftsfunktionär
- Thomas Flemming (Historiker) (* 1957), deutscher Historiker und Publizist
- Thomas Flemming (* 1967), deutscher Schwimmer
- Walter Flemming (Jurist) (1890–1947), deutscher Jurist und Politiker, Oberbürgermeister von Glauchau
- Walter Flemming (Künstler) (1896–1977), deutscher Metallgestalter, Goldschmied und Bildhauer
- Walther Flemming (1843–1905), deutscher Anatom, Histologe und Zytologe
- Willi Flemming (1888–1980), deutscher Theaterwissenschaftler und Germanist
- Wulf Flemming (1941–2021), österreichischer Regisseur und Produzent
- Zian Flemming (* 1998), niederländischer Fußballspieler
- Nicholas Flemming (* 2002), deutscher Musik und Informatiker